# (7749) Jackschmitt
(7749) Jackschmitt (1988 JP) – planetoida z pasa głównego asteroid okrążająca Słońce w ciągu 4,27 lat w średniej odległości 2,63 j.a. Odkryta 12 maja 1988 roku.